# Сарпанг (дзонгхаг)
Сарпанг (дзонг-кэ གསར་སྤང་རྫོང་ཁག་, вайли gsar spang) — дзонгхаг в Бутане, относится к южному дзонгдэю. Административный центр — Сарпанг, самый большой город — Гелепху. Дзонгхаг разделён административно на две части — дунгхаг Гелепху, подчинённый городу Гелепху, и район центрального подчинения. Ранее весь дзонгхаг назывался Гелепху, и столицей был город Гелепху.
Тянется вдоль индийской границы, примыкая к штатам Ассам и Западная Бенгалия. В Ассаме к району прилегает территориальное объединение Бодоланд.
На территории дзонгхага расположен заказник Пхибсу (англ. Phibsoo Wildlife Sanctuary).
В июне 2011 года планировалось открытие аэропорта Гелепху для местных перевозок.

## Административное деление
В состав дзонгхага входят 12 гевогов:
- Гакилинг
- Гелепху
- Декилинг
- Джигмечоелинг
- Самтенлинг
- Сенге
- Сержонг
- Сомпангкха
- Тарейтанг
- Умлинг[англ.]
- Чхудзом
- Чхузаганг